# Lazar
Lazar je biblické mužské jméno. Původní hebrejská forma je אֶלְעָזָר (Elʿazar, „Bůh pomohl“). Do evropských jazyků se dostává přes řečtinu (Eleazaros či Lazaros), případně v latinizované formě Lazarus.

## Lazar v Bibli
Nový zákon popisuje dvě osoby tohoto jména:

### Žebrák Lazar
Žebrák Lazar vystupuje jako jedna ze dvou hlavních postav Ježíšova podobenství zaznamenaného (Podobenství o boháči a Lazarovi Lk 16,19–31): I když na zemi je Lazar nejchudší z chudých, může po smrti být posazen ke stolu nebeské hostiny, zatímco pyšný boháč trpí žízní. Příběh tedy naznačuje, že Bůh nesoudí podle měřítek úspěšnosti v pozemském životě.

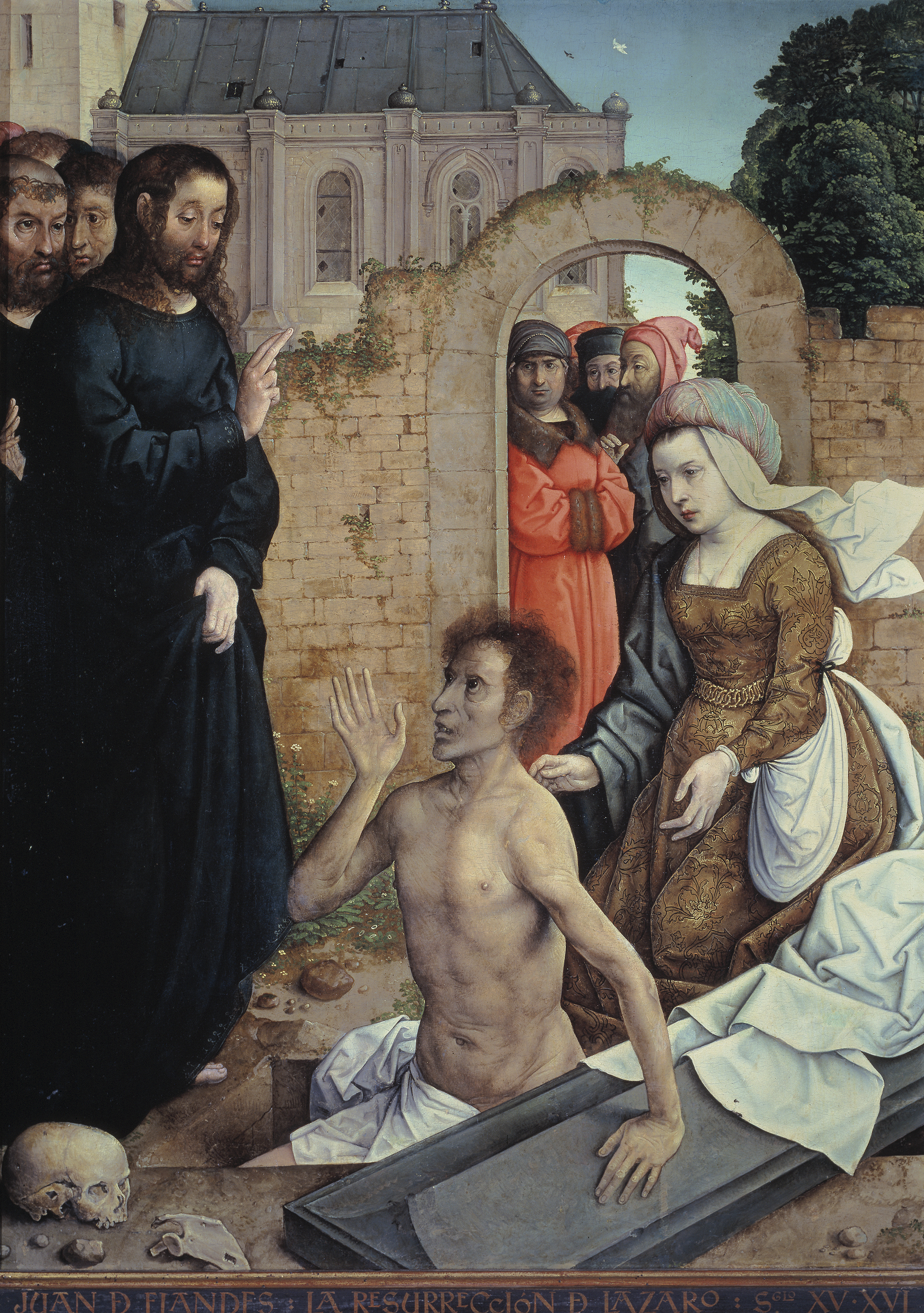
Vzkříšení Lazara od Juana de Flandes, kolem r. 1500.

### Lazar z Betánie

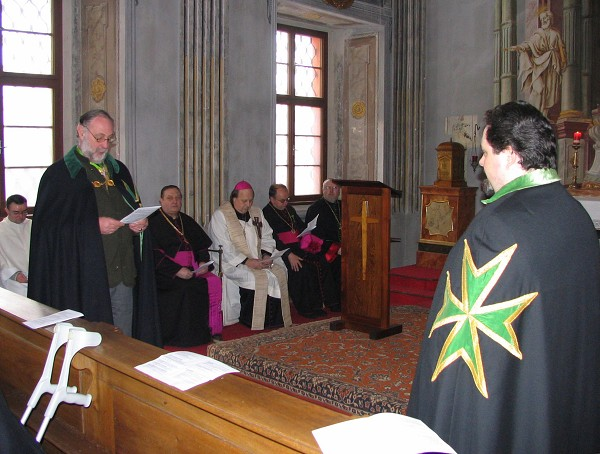
Lazariáni (velmistr Dobrzenský a Šantin, kaple svatého Vavřince, Litoměřice, 2005)

Lazar z Betánie, bratr Marie a Marty, zvaný též svatý Lazar, byl podle Jan 11,1–5 Ježíšův přítel. Onemocněl a zemřel. Když se čtyři dny po smrti k jeho hrobu dostavil Ježíš, zázračně ho vzkřísil z mrtvých. V kompozici Janova evangelia představuje scéna vzkříšení Lazara vrcholný bod Ježíšova pozemského působení těsně před jeho zatčením a popravou a má čtenáře připravit na vlastní Kristovo zmrtvýchvstání. Ježíš před zázrakem vysvětluje Lazarově sestře Martě: „Já jsem vzkříšení a život. Kdo věří ve mne, i kdyby umřel, bude žít. A každý, kdo žije a věří ve mne, neumře navěky.“ (11, 25n – citováno dle Českého ekumenického překladu bible)
Svatý Lazar je proto spojován s nemocí a uzdravením (byly po něm často pojmenovávány špitály a také ekumenický Řád svatého Lazara, neboli lazariáni). Ve výtvarném umění bývá zobrazována scéna jeho vzkříšení, kdy Lazar ovázaný rubášem vychází z hrobové jeskyně. Svátek se slaví 17. prosince.

## Jiní Lazarové
- Lazar Ercker ze Schreckenfelsu, (1528–1594), pražský mincmistr, horní a hutní odborník
- Ludvík Lazar Zamenhof, autor jazyka esperanto
- Lazar Hrebeljanovič, srbský kníže ve 14. století
- Robert Lazar, svědek v případu jedné z amerických UFO teorií týkající se oblasti 51.
- Ján Lazar, československý parašutista za 2. světové války.
- Lazar Koliševski, předseda předsednictva SFRJ v roce 1980
- Lazar Mojsov, předseda předsednictva SFRJ v letech 1987–1988
- Lazar Kaganovič, politik, vedoucí projektant první linky moskevského metra
- Markéta Lazarová, fiktivní postava, protagonista románu Vladislava Vančury
- Lazar Ristovski, srbský herec, producent a spisovatel

jako příjmení
- Lazar – romské[zdroj?] příjmení